# آنا هیلمکویست
آنا هیلمکویست (انگلیسی: Anna Hjälmkvist؛ زادهٔ ۲۵ مارس ۱۹۹۳) بازیکن فوتبال اهل سوئد است.
از باشگاه‌هایی که در آن بازی کرده‌است می‌توان به باشگاه فوتبال اوسترش اشاره کرد.